# Gimenells i el Pla de la Font
Gimenells i el Pla de la Font (em catalão e oficialmente) ou Gimenells y Pla de la Font (em castelhano) é um município da Espanha na comarca de Segrià, província de Lérida, comunidade autónoma da Catalunha. Tem 55,8 km² de área e em 2021 tinha 1 118 habitantes (densidade: 20 hab./km²).